# Romano (papa)
Romano (Gallese, 850-noviembre de 897) fue el papa 114.º de la Iglesia católica en 897.
Elevado al cardenalato, con el título de San Pedro in Vincoli, en 867. 
Fue elegido papa a finales del mes de agosto de 897 probablemente por el partido alemán.
Hermano de Marino I, y por tanto de Gallese, ciudad de Lazio cerca Civita Castellana, durante su breve pontificado de tres meses comenzó a trabajar en la anulación de todas las disposiciones de su antecesor Esteban VI, pero debido a su temprana muerte fue su sucesor Teodoro II quien lo realizaría.
Incluyó en la diócesis de Gerona las islas de Mallorca y Menorca, pero el documento es apócrifo, desconociéndose otros datos del mismo, hasta el punto de que algunos historiadores apuntan a que pudo ser destronado y obligado a recluirse en un monasterio.
Falleció en noviembre de 897, desconociéndose si por muerte natural o envenenado.